# بريان شارات
بريان شارات (بالإنجليزية: Bryan Sharratt)‏ (و. 1947 – 2007 م)هو ضابط، ومحامي من الولايات المتحدة الأمريكية . ولد في بيثيسدا، ماريلاند .
وهو عضو في الحزب الديمقراطي الأمريكي .
توفي في مقاطعة أرلنغتون، فيرجينيا .بسبب نوبة قلبية .

## التعليم
تعلم في جامعة وايومنغ، وجامعة ديوك.